# Красулине
Красу́лине — колишнє село в Україні, Сумській області, Шосткинському районі.
Було підпорядковане Ображіївській сільській раді. Станом на 1988 рік в селі проживало 10 людей.

## Історія
Красулине знаходилося на правому березі річки Шостка, вище по течії за 3,5 км — місто Шостка, на протилежному березі річки — село Богданка. Близько за селом починається лісовий масив — урочище Мілютин ліс.
Зняте з обліку рішенням Сумської обласної ради 28 квітня 2007 року.

## Населення
Згідно з переписом УРСР 1989 року чисельність наявного населення села становила 1 особа, з яких - чоловіків та 1 жінка.
За переписом населення України 2001 року в селі ніхто не мешкав.